# آزندورف
آزندورف (به آلمانی: Asendorf) یک شهر در آلمان است که در Bruchhausen-Vilsen واقع شده‌است. آزندورف ۳٬۰۱۳ نفر جمعیت دارد.